# Chegutu
Chegutu (do 1982 Hartley) – miasto w Zimbabwe, w prowincji Mashonaland Zachodni. Według danych ze spisu ludności w 2012 roku liczyło 50 590 mieszkańców.
W mieście rozwinął się przemysł włókienniczy.